# Liste des interstates en Utah
Les Interstates en Utah font partie du réseau des autoroutes inter-états et sont entretenues par le Utah Department of Transportation (UDOT). L'État compte quatre autoroutes principales et une auxiliaire.

## Autoroutes principales
| Numéro | Longueur (mi) | Longueur (km) | Terminus sud / ouest                                  | Terminus nord / est                                          | Créée | Notes |
| ------ | ------------- | ------------- | ----------------------------------------------------- | ------------------------------------------------------------ | ----- | --- |
| I-15   | 400,59        | 644,69        | I-15 à la frontière de l'Arizona près de Saint George | I-15 à la frontière de l'Idaho près de Portage               | 1956  | |
| I-70   | 231,67        | 372,84        | I-15 près de Cove Fort                                | I-70 / US 6 / US 50 à la frontière du Colorado près de Cisco | 1957  | L'I-70 ne traverse aucune ville importante en Utah et un segment de 110 miles (180 km) n'offre aucun service. |
| I-80   | 196,68        | 316,53        | I-80 à la frontière du Nevada à Wendover              | I-80 / US 189 à la frontière du Wyoming près d'Evanston, WY  | 1956  | |
| I-84   | 119,77        | 192,76        | I-84 à la frontière de l'Idaho près de Snowville      | I-80 / US 189 près d'Echo                                    | 1977  | |
|        |               |               |                                                       |                                                              |       | |

## Autoroutes auxiliaires
| Numéro | Longueur (mi) | Longueur (km) | Terminus sud / ouest   | Terminus nord / est    | Créée | Notes                                                   |
| ------ | ------------- | ------------- | ---------------------- | ---------------------- | ----- | ------------------------------------------------------- |
| I-215  | 28,95         | 46,58         | I-80 à Parley's Canyon | I-15 à North Salt Lake | 1963  | Route de ceinture au sud et à l'ouest de Salt Lake City |
|        |               |               |                        |                        |       |                                                         |